# Kim Sei-young
Kim Sei-young connu également sous le nom de Sei-Young Kim (en sud-coréen : 김세영 ), née le 21 janvier 1993 à Séoul, est une golfeuse professionnelle sud-coréenne évoluant sur le LPGA Tour. Au cours de sa carrière, elle a notamment remporté un tournoi majeur : le LPGA Championship en 2020. Elle est désignée « joueur de l'année du LPGA Tour » en 2020.